# Педагошки универзитет Ђангсу
Педагошки универзитет Ђангсу (кин. 江苏师范大学，пин'јин: Jiāngsū Shīfàn Dàxué) државни је универзитет смештен у  Сјуџоуу у провинцији Ђангсу, Кина. Заједнички су га изградили кинеско Министарство образовања и Влада провинције Ђангсу.

## Историја
Универзитет је основан 1952. године као Школа за пословни кадар у Вусију на југу провинције Ђангсу. Кинеско министарство образовања је 1956. године одобрило да школа постане високошколска установа. Име је тада промењено у Педагошка академија Ђангсу. У августу 1958. године Педагошка академија Ђангсу се премешта у се у град Сјуџоуу на северу те провинције. У марту 1959. године Педагошка академија Сјуџоу се удружује са Педагошком академијом Ђангсу и улазе у састав Педагошког факултета Сјуџоу, те постаје је једини факултет са основним студијама на северу провинције. Почетком 1960-их, захваљујући Џоу Енлаију који је нагласио да и на северу провинције Ђангсу исто треба постојати факултет, ова установа избегла је затварање. Током Културне револуције, Црвеногардејци су га преименовали у Универзитет Хуајхај који наредних шест година није примао нове студенте.  Године 1979. године почео је да прима студенте мастер студија и постао је један од првих универзитета у Кини који је 1981. године имао мастер програм. Друга педагошка академија Сјуџоу, основана 1984. године, је потом придужена Педагошком колеџу Сјуџоу 1989. године.  Кинеско министарство образовања затим 1996. године одобрава да факултет да пређе на ранг универзитета. Па је тако преименован је у Педагошки универзитет Сјуџоу. Индустријски колеџ Сјуџоу Државног завода за угаљ 1999. године улази у састав универзитета, чиме је омогућено да постане свеобухватан универзитет са специјализацијама из инжењерства и природних наука.
Педагошки универзитет Сјуџоу је преименован у Педагошки универзитет Ђангсу 2011. године.

## Главни кампуси
Педагошки универзитет Ђангсу тренутно чине четири кампуса. 
- Кампус Ђуаншан (泉山校区) је главни уједно и највећи кампус, изграђен 1985. године.
- Кампус Јунлунг (云龙校区), најстарији, изграђен 1950-их.
- Кампус Ђаванг (贾汪校区), налази се на периферији града, био је кампус Индустријског колеџа Сјуџоу.[7]
- Кампус Кујјуен (奎园校区), који је некада био кампус Друге Педагошке академије Сјуџоу.

Четири кампуса покривају око 122 хиљаде квадратних метара с готово милион квадратних метара грађевинске површине. 

## Наставно особље
Запослено је 1358 наставника са пуним радним временом, укључујући 218 професора, 445 доцента и 313 доктора наука. Штавише, постоје 2 академика Кинеске академије наука, један члан одбора Кинеске академије друштвених наука . 

## Партнерске институције

### Малезија
- Университи Тунку Абдул Рахман